# RIZIN.17
RIZIN.17（ライジン・セブンティーン）は、日本の総合格闘技団体「RIZIN」の大会の一つ。
2019年7月28日に埼玉県さいたま市さいたまスーパーアリーナで開催された。

## 概要
メインイベントでは、対戦を挑発していた朝倉未来と矢地祐介が激突。他に、頂点のRIZINバンタム級王者・堀口恭司を追いかける、バンタム級日本人トップ戦線の4名、DEEP王者・元谷友貴、修斗王者・扇久保博正、ベルトを返上した元パンクラス王者・石渡伸太郎、元UFCファイター・佐々木憂流迦の対戦が組まれた。さらに、韓国・ROAD FC女子アトム級王者のハム・ソヒが初参戦した。

## 対戦カード
第1試合 キックボクシングルール 67.0kg契約ワンマッチ 3分3R
×  渡部太基 vs.  Hideki ○
3R終了 判定0-2
第2試合 女子MMAルール 63.0kg契約ワンマッチ 5分3R 肘あり
×  KINGレイナ vs.  ステファニー・エッガー ○
3R終了 判定0-3
第3試合 女子MMAルール 49.0kg契約ワンマッチ 5分3R 肘あり
○  ハム・ソヒ vs.  前澤智 ×
1R 3:14 TKO（グラウンドキック）
第4試合 MMAルール 93.0kg契約ワンマッチ 5分3R 肘あり
○  ジェイク・ヒューン vs.  ビタリー・シュメトフ ×
3R 2:19 TKO（ドクターストップ）
第5試合 MMAルール 71.0kg契約ワンマッチ 5分3R
○  ホベルト・サトシ・ソウザ vs.  廣田瑞人 ×
1R 3:05 TKO（グラウンドパンチ）
第6試合 MMAルール 71.0kg契約ワンマッチ 5分3R 肘あり
○  川尻達也 vs.  アリ・アブドゥルカリコフ ×
3R終了 判定3-0
第7試合 MMAルール 71.0kg契約ワンマッチ 5分3R 肘あり
×  北岡悟 vs.  ジョニー・ケース ○
1R終了時 TKO（コーナーストップ）
第8試合 キックボクシングルール 62.0kg契約ワンマッチ 3分3R
○  大雅 vs.  町田光 ×
3R終了 判定3-0
第9試合 MMAルール 93.0kg契約ワンマッチ 5分3R 肘あり
○  イヴァン・シュトルコフ vs.  キム・フン ×
2R 4:10 TKO（グラウンドでの肘）
第10試合 MMAルール 61.0kg契約ワンマッチ 5分3R 肘あり
×  元谷友貴 vs.  扇久保博正 ○
3R終了 判定1-2
第11試合 MMAルール 61.0kg契約ワンマッチ 5分3R 肘あり
○  石渡伸太郎 vs.  佐々木憂流迦 ×
2R 3:58 ノースサウスチョーク
第12試合 MMAルール 70.0kg契約ワンマッチ 5分3R 肘あり
×  矢地祐介 vs.  朝倉未来 ○
3R終了 判定0-3